# Самотни духове
„Самотни духове“ (на английски: Lonesome Ghosts) e американски анимационен и късометражен филм от 1937 г.

## Синхронен дублаж

### Оригинална версия/Нова версия
| Роля          | Изпълнител                    |
| ------------- | ----------------------------- |
| Мики Маус     | Никола Колев Георги Стоянов   |
| Гуфи          | Веселин Ранков Георги Спасов  |
| Патока Доналд | Диян Русев                    |
| Дух 1         | Анатоли Божинов               |
| Дух 2         | Стоян Алексиев Георги Стоянов |
| Дух 3         | Сава Пиперов Георги Спасов    |
| Дух 4         | Ненчо Балабанов Георги Спасов |
| Диктор        | Ненчо Балабанов               |
| Четец надписи | Стефан Сърчаджиев             |

### Българска версия
| Обработка                       | Александра Аудио Shepperton International |
| ------------------------------- | ----------------------------------------- |
| Режисьор на дублажа             | Десислава Софранова                       |
| Преводач                        | Милена Кекеманова                         |
| Тонрежисьор                     | Пламен Чернев                             |
| Творчески ръководител           | Венета Янкова                             |
| Продуцент на българската версия | Disney Character Voices International     |